# Vera – A megszállott nyomozó
A Vera – A megszállott nyomozó (eredeti cím: Vera) 2011-től vetített brit krimi-dráma sorozat, amelyet Ann Cleeves alkotott a saját regényei alapján.
A sorozat producerei Elaine Collins, Elwan Rowlands és Margaret Mitchell. A főszerepben Brenda Blethyn, David Leon, Kenny Doughty, Jon Morrison és Cush Jumbo láthatók. A krimi zeneszerzője Ben Bartlett. A sorozat az ITV Studios (2011–2017), majd a Silverprint Pictures (2018–) gyártásában készült, forgalmazója az ITV Studios.
Egyesült Királyságban 2011. május 1-től volt látható az ITV-n. Magyarországon a Galaxy4 mutatta be 2020. szeptember 5-én.
2020. augusztus 27-én megerősítették, hogy a műsort megújították egy tizenegyedik évadra, amelyet 2021-ben mutatnak be.

## Cselekmény
Vera Stanhope nyomozó főfelügyelő, a Northumberland és Varosi Rendőrség alkalmazottja Newcastle upon Tyne-ban, aki megszállottja a munkájának. Bár szinte az idegösszeomlás állapotáig folyamatosan pörög, kapkod, tervez, ha új gyilkossági ügyet kap, de magánélete gyakorlatilag nincs. Elhunyt apja emléke azonban időről időre kísérti. Kérlelhetetlen, makacs személyiségű, mélyen törődik munkájával, de gyakran goromba és bántalmazó hangnemet üt meg a kollégáival. Szoros kapcsolatot ápol Joe Ashworth és Aiden Healy őrmesterekkel. Gyakran bizonyítja kiváló képességeit, ha a munkatársai apró hibákat vétenek. 

## Szereplők

### Jelenlegi szereplők
| Szereplők           | Színész        | Magyar hang    | Évadok |
| ------------------- | -------------- | -------------- | ------ |
| Vera Stanhope       | Brenda Blethyn | Vándor Éva     | 1–     |
| Kenny Lockhart      | Jon Morrison   | Fazekas István | 1–     |
| Mark Edwards        | Riley Jones    | N/A            | 3–     |
| Aiden Healy         | Kenny Doughty  | N/A            | 5–     |
| George Wooten       | Steve Evets    | N/A            | 7–     |
| Jacqueline Williams | Ibinabo Jack   | N/A            | 8–     |
| Dr. Malcolm Donahue | Paul Kaye      | N/A            | 9–     |

### Korábbi szereplők
| Szereplők              | Színész               | Magyar hang     | Évadok |
| ---------------------- | --------------------- | --------------- | ------ |
| Holly Lawson           | Wunmi Mosaku          | Dobó Enikő      | 1–2    |
| Dr. Billy Cartwright   | Paul Ritter           | Tarján Péter    | 1–3    |
| Joe Ashworth           | David Leon            | Mészáros András | 1–4    |
| Bethany Whelan         | Cush Jumbo            | N/A             | 2, 5–6 |
| Celine Ashworth        | Sonya Cassidy         | N/A             | 2–4    |
| Rebecca Shepherd       | Clare Calbraith       | N/A             | 3–4    |
| Dr. Marcus Sumner      | Paul Kaye             | Ágoston Péter   | 4–6, 8 |
| Helen Milton           | Lisa Hammond          | N/A             | 5–7    |
| Hicham Cherradi        | Noof McEwan           | N/A             | 6–7    |
| Dr. Anthony Carmichael | Christopher Colquhoun | N/A             | 7      |

## Évados áttekintés
| Évad | Évad | Epizód | Eredeti sugárzás    | Eredeti sugárzás     | Eredeti adó          | Magyar sugárzás      | Magyar sugárzás      | Magyar adó |
| Évad | Évad | Epizód | Évadpremier         | Évadfinálé           | Eredeti adó          | Évadpremier          | Évadfinálé           | Magyar adó |
| ---- | ---- | ------ | ------------------- | -------------------- | -------------------- | -------------------- | -------------------- | ---------- |
|      | 1    | 4      | 2011. május 1.      | 2011. május 22.      |                      | 2020. szeptember 5.  | 2020. szeptember 13. |            |
|      | 2    | 4      | 2012. április 22.   | 2012. június 3.      | 2020. szeptember 19. | 2020. szeptember 27. |                      |            |
|      | 3    | 4      | 2013. augusztus 25. | 2013. szeptember 15. | 2020. október 3.     | 2020. október 11.    |                      |            |
|      | 4    | 4      | 2014. április 27.   | 2014. május 18.      | 2020. október 17.    | 2020. október 25.    |                      |            |
|      | 5    | 4      | 2015. április 5.    | 2015. április 26.    | 2020. október 31.    | 2020. november 8.    |                      |            |
|      | 6    | 4      | 2016. január 31.    | 2016. február 21.    | 2021. október 17.    | 2021. október 30.    |                      |            |
|      | 7    | 4      | 2017. március 19.   | 2017. április 9.     | 2021. október 31.    | 2021. november 7.    |                      |            |
|      | 8    | 4      | 2018. január 7.     | 2018. január 28.     | 2021. november 13.   | 2021. november 21.   |                      |            |
|      | 9    | 4      | 2019. január 13.    | 2019. február 3.     | 2021. november 27.   | 2021. december 5.    |                      |            |
|      | 10   | 4      | 2020. január 12.    | 2020. február 2.     | 2021. december 11.   | 2021. december 19.   |                      |            |
|      | 11   | 6      | 2021. augusztus 29. | 2022. január 22.     | 2023. április 8.     | 2023. április 22.    |                      |            |
|      | 12   | 5      | 2023. január 29.    | 2023. február 19.    | 2025. június 29.     |                      |                      |            |

## Gyártás
Az első két évad után 2012 augusztusában berendelték a harmadik évadot, Brenda Blethyn és David Leon is megerősítette, hogy visszatér az új évadra. A harmadik évad forgatása 2013 februárjában fejeződött be.
2013. április 22-én az ITV megújította a egy negyedik évadra, még a harmadik évad sugárzása előtt. A negyedik évad forgatása 2013 októberében fejeződött be.
2014. június 5-én az ITV bejelentette, hogy ötödik évad is elkészül, de David Leon nem tér vissza. Kenny Doughty lesz az utódja. Latisha Knightot ennek az évadnak a vezető producere. Cush Jumbo visszatért a sorozatba, Lisa Hammond Helen Miltonként csatlakozott a stábhoz.
2015 márciusában az ITV bejelentette, hogy berendelték a hatodik évadot és a forgatás 
2015 júniusában kezdődött. Noof McEwan csatlakozott a stábhoz Cush Jumbo távozása után.
2020. január 14-én a TCA sajtótájékoztatóján, Brenda Blethyn megerősítette, hogy berendelték a tizenegyedik évadot. Négy új epizód gyártása 2020 áprilisában kezdődött, és bemutatójuk 2021-ben várható.